# 池田政方
池田 政方（いけだ まさみち）は、江戸時代中期の大名。備中国鴨方藩の第3代藩主。

## 略歴
一族の大身旗本・池田由道の次男として誕生。
元文2年（1737年）9月、先代藩主・池田政倚の養嗣子となる。翌元文3年（1738年）2月16日、政倚が隠居したため家督を継いだ。宝暦10年（1760年）3月14日、隠居して家督を長男・政香に譲り、寛政3年（1791年）12月20日に79歳で死去した。

## 系譜
- 父：池田由道（1681-1743）
- 母：坂本氏
- 養父：池田政倚（1669-1747）
- 室：三村氏
  - 長男：池田政香（1741-1768）
- 生母不明の子女
  - 次男：池田政直（1746-1818）
  - 四男：本間季農 - 帯刀・本間季道の養子
  - 七男：池田政宣 - 吉十郎・右門、池田長置の養子
  - 十男：竹中重寛（1768-1807） - 竹中元儔の養子
  - 十一男：池田方教（1765/71-1791） - 賢之助・采女、池田政朗の養子
  - 十三男：池田頼功 - 池田頼完の養子
  - 女子：大関増備正室
  - 女子：内藤忠見継室
  - 女子：島津久般正室
  - 女子：京極高厚継室
  - 女子：酒井忠啓正室
  - 女子：稲垣照敦室 - のち井戸弘俊室
  - 女子：牧野成賢室
  - 女子：池田直好養女
  - 女子：逸見長祥正室
  - 女子：依田守甫室